# Francia ai XII Giochi olimpici invernali
La Francia partecipò ai XII Giochi olimpici invernali, svoltisi a Innsbruck, Austria, dal 4 al 15 febbraio 1976, con una delegazione di 35 atleti impegnati in otto discipline.